# El Cascador
El Cascador est le dixième album de la saga de bande-dessinée XIII de William Vance et Jean Van Hamme.

## Synopsis
XIII est enfermé dans la prison secrète de Roca Negra, au Costa Verde, où il y est torturé par le Colonel Peralta. Se faisant passer pour des émissaires de la Croix-Rouge, Jones, Betty et le marquis parviennent à lancer une attaque sur la prison, bientôt rejoints par un commando rebelle mené par Jiacinto qui s’empare du fort et libère XIII. Peralta prend alors en otage Maria, elle aussi retenue dans la prison et s’enfuit en hélicoptère. XIII parvient à faire écraser l’hélicoptère et se retrouve seul dans la jungle avec Maria…sans savoir s’il fut un jour Kelly Brian, alias El Cascador, son mari.
XIII et Maria sont finalement sauvés par Angel, mais ce dernier place XIII, Jones, le marquis, Betty et Mullway en prison. XIII apprend alors qu’Angel est soutenu par la firme américaine Minerco, dont Frederick Simmel est le représentant au Costa Verde. Il a créé cette machination de toutes pièces pour faire croire au retour d’El Cascador en la personne de XIII et ainsi redonner espoir au peuple du Costa Verde. Et son plan a marché au-delà de toute espérance : animé par le retour de leur héros, les rebelles se sont emparés de Puerto Pilar, la capitale, ont massacré Ortiz et ses hommes et ont porté Angel à la présidence. Ce dernier offre la vie sauve à ses prisonniers, en échange de leur départ pour l’Amérique. Mais trop curieux d’enfin connaitre la vérité sur son passé, XIII préfère rester et se constituer prisonnier.
Le procès d’El Cascador, accusé de trahison par Angel, commence donc. Mullway prend alors sa défense et révèle toute la machination d’Angel en plein procès. C’est lui la taupe de Peralta qui avait dénoncé El Cascador, jaloux de sa popularité. Et il a ensuite vendu les riches gisements de germanium (minerai qui vaut dix fois plus que l'uranium) du pays à Minerco en échange de son soutien à la révolution. Acculé, Angel préfère se suicider. Maria lui succède comme présidente du Costa Verde et dénonce l'accord passé par son frère décédé avec Minerco dont les cours s’effondrent à la bourse. XIII est acquitté. Mais Mullway ne lui a pas encore tout révélé. En effet, ce n’est pas un hasard s’il a le même nom que la mère de Jason Fly. Mullway est en réalité le père biologique de XIII et doit maintenant lui raconter son histoire.